# Голузино (Сямженский район)
Голузино — деревня в Сямженском районе Вологодской области.
Входит в состав Коробицынского сельского поселения, с точки зрения административно-территориального деления — центр Голузинского сельсовета.
Расстояние до районного центра Сямжи по автодороге — 55 км, до центра муниципального образования Георгиевской по прямой — 13 км. Ближайшие населённые пункты — Пирогово, Климушино, Ездунья.
По переписи 2002 года население — 75 человек (37 мужчин, 38 женщин). Преобладающая национальность — русские (96 %).